# Warren Carroll
Pour les articles homonymes, voir Carroll.
Warren Hasty Carroll, né le 24 mars 1932 et mort le 17 juillet 2011, est un historien américain, fondateur du Christendom College en 1977.

## Biographie
Fils d'Herbert Allen Carroll et de la femme de lettres régionaliste Gladys Hasty Carroll, Warren Hasty Carroll naît dans l'État du Maine. Il obtient un Bachelor of Arts en histoire du Bates College en 1953, puis un Master of Arts et un Ph.D. en histoire de l'université Columbia. Sa jeune sœur Sarah Watson, qui meurt un mois après lui, et ses parents sont aussi diplômés du Bates College.
Il est employé pendant une certaine période par la CIA dans sa division anti-communiste, en tant qu'analyste, travail qui l'inspirera plus tard dans l'écriture de son étude sur le communisme intitulée Seventy Years of the Communist Revolution. Entre 1967 et 1972 il travaille au sein de l'équipe du sénateur républicain de Californie, John Schmitz, plus tard membre du  Congrès.
Après sa conversion au catholicisme en 1968, un an après son mariage avec Anne Westhoff, il écrit pour le magazine catholique Triumph, puis fonde le Christendom College en 1977 avec l'aide de laïcs, en particulier, William Marshner, Jeffrey Mirus, Raymund  O'Herron, et Kristin Burns. Il en devient le premier président jusqu'en 1985, ainsi que directeur de la chaire d'histoire du collège, jusqu'à sa retraite en 2002. À l'époque de sa mort, il vivait à Manassa en Virginie, avec sa femme Anne, fondatrice de la Seton School de Manassas et de la Seton Home Study School, et auteur de Christ the King, Lord of History, et de Christ in the Americas.
À la fin de sa vie, il se rendait une fois par mois au Christendom College pendant l'année universitaire afin de donner des conférences publiques sur des sujets d'histoire, traitant aussi bien de l'histoire de Malte, que de Genghis Khan, la Révolution française et des sujets du XXe siècle, avec des conférences sur le dernier empereur d'Autriche, Charles Ier, ou la Révolution d'Octobre. Carroll demeura jusqu'à la fin membre du comité de direction du Christendom College. Il est enterré derrière le Regina Coeli Hall du collège, à un endroit surplombant la  rivière Shenandoah.

### Distinctions
Carroll a reçu un certain nombre de distinctions tout au long de sa carrière. Il a été fait docteur honoris causa du Christendom College en 1999, a reçu la médaille décernée par le collège Pro Deo et Patria pour service distingué envers Dieu et le pays en 2007. En 1995, il reçoit  le Pius XI Award en histoire de la Society of Catholic Social Scientists, organisation dont il était membre du comité de direction. Il a publié des articles dans le périodique de cette société historique, Catholic Social Science Review.

## Œuvres
- Reasons for Hope (1978), avec William Marshner, Jeffrey A. Mirus, et Kristin Popik Burns
- 1917: Red Banner, White Mantle (1981)
- Our Lady of Guadalupe and the Conquest of Darkness (1983)
- A History of Christendom

1. The Founding of Christendom [jusqu'en 324] (1985)
2. The Building of Christendom [324–1100] (1987)
3. The Glory of Christendom [1100–1517] (1993)
4. The Cleaving of Christendom [1517–1661] (2000)
5. The Revolution against Christendom [1661–1815]  (2005), avec Anne Carroll
6. The Crisis of Christendom [1815–2005] (2013), avec Anne Carroll[7]

- The Guillotine and the Cross (1986)
- Seventy Years of the Communist Revolution (1989)
- Isabel of Spain: The Catholic Queen (1991)
- The Rise and Fall of the Communist Revolution (1995)
- The Last Crusade: Spain 1936 (1996)
- 2000 Years of Christianity (2000), avec Gloria Thomas

### Fiction
- The Tarrant Chronicles
  - The Book of Victor Tarrant
  - The Book of Victor & Valerie Tarrant (Amazon Kindle e-book)
  - The Book of Star Tarrant (Kindle)
  - The Book of Rex Tarrant (Kindle)
  - The Book of Dan Tarrant (Kindle)
  - The Book of All The Tarrants (Kindle)